# 日の丸 (漫画雑誌)
『日の丸』（ひのまる）は、かつて集英社から発行されていた日本の月刊少年漫画雑誌。1958年に『幼年ブック』を改題して創刊し、1963年2月号で休刊になった。形の上では幼年誌であったが、少年誌とは掲載漫画の種類の区別は特につけられていなかったという。休刊時の連載の一部は『少年ブック』に引き継がれた。

## 掲載作品
- 0番くん（飯塚よし照）
- 少年けんじゅう王（杉浦茂）
- 日の丸くん（大友朗）
- 冒険くろちゃん（大友朗）
- 3ちゃん選手（石井いさみ）
- はやぶさ探偵長（金田光二）
- 大カバ団兵エ（夢野凡天）
- くれない頭巾（横山光輝）
- ごんちゃん（山根一二三）
- さいころコロ助（益子かつみ）
- チビタンこぞう（野呂新平）
- ナンバー7（手塚治虫）
- ベビーテック（桑田次郎）
- ララミー牧場（松本あきら、後の松本零士）
- 少年さるとび佐助（原作：檀一雄、大野きよし）
- 少年ロケット部隊（横山光輝）
- 日の丸旗之助（中島菊夫） 
  - 日の丸旗之助 - マンガ図書館Z
- デブチンくん（貝塚ひろし）
- どんぐり名探偵（藤子不二雄）
- 東京ターザン（高野よしてる）
- よこづなよっちゃん（宮坂栄一）
- テレビ小僧（石森章太郎）
- はやて竜之介（小沢さとる）